# Lanžhot (stacja kolejowa)
Lanžhot – stacja kolejowa w Lanžhot, w kraju południowomorawskim, w Czechach. Znajduje się na linii kolejowej Brno – Brzecław – Bratysława. Znajduje się na wysokości 160 m n.p.m.
Jest zarządzana przez Správę železnic. Na stacji znajdują się kasy biletowe, na których istnieje możliwość zakupu biletów na wszystkie pociągi w tym międzynarodowe oraz rezerwacji miejsc.

## Linie kolejowe
- 250 Havlíčkův Brod - Brno - Kúty